# Pes jitrničku sežral
Pes jitrničku sežral je lidová nekonečná píseň zpívaná na melodii neapolské lidové písně Benátský karneval (angl. Carnival of Venice), kterou původně zpopularizoval houslista Niccolò Paganini.

## Text písně
Pes jitrničku sežral, docela maličkou.

Kuchař ho při tom přistih, praštil ho paličkou.

Plakali všichni psové a kopali mu hrob.

Na desce mramorové stál nápis těchto slov...

## Australská verze písně v angličtině
A doggy stole a sausage, cos he was underfed

The butcher saw him do it, and now that doggy's dead

And all the little doggies, were very sad that night

They built for him a tombstone, and on it they did write...

## Zaznamenané verze
Česká verze je zaznamenána v podání Miloše Kirschnera v TV seriálu Na návštěvě u Spejbla a Hurvínka.